# PTGR2
PTGR2 (англ. Prostaglandin reductase 2) – білок, який кодується однойменним геном, розташованим у людей на 14-й хромосомі. Довжина поліпептидного ланцюга білка становить 351 амінокислот, а молекулярна маса — 38 499.
| 10         |  | 20         |  | 30         |  | 40         |  | 50         |
| ---------- |  | ---------- |  | ---------- |  | ---------- |  | ---------- |
| MIVQRVVLNS |  | RPGKNGNPVA |  | ENFRMEEVYL |  | PDNINEGQVQ |  | VRTLYLSVDP |
| YMRCRMNEDT |  | GTDYITPWQL |  | SQVVDGGGIG |  | IIEESKHTNL |  | TKGDFVTSFY |
| WPWQTKVILD |  | GNSLEKVDPQ |  | LVDGHLSYFL |  | GAIGMPGLTS |  | LIGIQEKGHI |
| TAGSNKTMVV |  | SGAAGACGSV |  | AGQIGHFLGC |  | SRVVGICGTH |  | EKCILLTSEL |
| GFDAAINYKK |  | DNVAEQLRES |  | CPAGVDVYFD |  | NVGGNISDTV |  | ISQMNENSHI |
| ILCGQISQYN |  | KDVPYPPPLS |  | PAIEAIQKER |  | NITRERFLVL |  | NYKDKFEPGI |
| LQLSQWFKEG |  | KLKIKETVIN |  | GLENMGAAFQ |  | SMMTGGNIGK |  | QIVCISEEIS |
| L          |  |            |  |            |  |            |  |            |

A: Аланін

C: Цистеїн

D: Аспарагінова кислота

E: Глутамінова кислота

F: Фенілаланін

G: Гліцин

H: Гістидин

I: Ізолейцин

K: Лізин

L: Лейцин

M: Метіонін

N: Аспарагін

P: Пролін

Q: Глутамін

R: Аргінін

S: Серин

T: Треонін

V: Валін

W: Триптофан

Кодований геном білок за функцією належить до оксидоредуктаз. 
Задіяний у такому біологічному процесі, як альтернативний сплайсинг. 
Білок має сайт для зв'язування з НАДФ. 
Локалізований у цитоплазмі.